# A Big Bold Beautiful Journey - Un viaggio straordinario
A Big Bold Beautiful Journey - Un Viaggio Straordinario (A Big Bold Beautiful Journey) è un film del 2025 diretto da Kogonada e interpretato da Colin Farrell e Margot Robbie.

## Trama
Mentre si sta recando a un matrimonio a bordo della sua vecchia auto, dotata di GPS, David si imbatte in una sconosciuta, Sarah, con la quale intraprende un viaggio che gli viene suggerito dal sistema di posizionamento satellitare.

## Produzione
Nel dicembre 2020, A Big Bold Beautiful Journey, scritto da Seth Reiss, viene inserito nel sondaggio annuale The Black List. Nel febbraio 2024 viene annunciato che Kogonada avrebbe diretto il film, con Seth Reiss come produttore. Margot Robbie e Colin Farrell sono invece in trattativa per i ruoli di protagonisti. Più tardi quello stesso mese, Deadline riporta che la Sony Pictures ha concluso al Festival internazionale del cinema di Berlino un accordo per circa 50 milioni di dollari per la produzione del film, che viene descritto come "una delle sceneggiature più gettonate del mercato". Nell'aprile 2024, Lily Rabe, Jodie Turner-Smith, Phoebe Waller-Bridge e l'esordiente Lucy Thomas si uniscono al cast. Le riprese iniziano nell'aprile 2024 in California- A maggio, Billy Magnussen, Sarah Gadon, Hamish Linklater, Brandon Perea, Yuvi Hecht, Calahan Skogman, Chloe East, Jacqueline Novak e Jennifer Grant completano il cast.

## Promozione
Il 29 maggio 2025 Sony Pictures distribuisce il teaser trailer del film.

## Distribuzione
Inizialmente prevista per il 9 maggio 2025, la distribuzione del film negli Stati Uniti è stata poi fissata per il 19 settembre 2025. Verrà distribuito nelle sale italiane da Eagle Pictures dal 9 ottobre 2025.